# Kian Egan
Kian John Francis Egan (sinh 29 tháng 4 năm 1980), thường được biết đến với Kian Egan, là trưởng nhóm của nhóm nhạc nổi tiếng Ireland Westlife.

## Đời sống riêng tư
Kian sinh ra ở Sligo, Ireland. Bố anh là Kevin và mẹ là Patricia. Anh có ba người anh em trai: Tom, Gavin và Colm, 3 người chị em gái là Marielle, Vivenne and Fenella. Kian theo học ở trường trung học Summerhill ở Sligo. Anh đã cưới nữ diễn viên - ca sĩ Jodi Albert ngày 8 tháng 5 năm 2009 ở Barbados.

## Sự nghiệp âm nhạc
Anh chơi được nhiều nhạc cụ trong và ngoài nhóm, trong đó có piano và guitar và từng là một thành viên cũ của nhóm nhạc punk rock ở Sligo tên là Skrod.
Anh cũng đã ở trong nhóm nhạc pop địa phương IOU cùng với những đồng nghiệp trong Westlife như Shane Filan, Mark Feehily cũng như với Graham Keighron, Michael "Miggles" Garrett và Derrick Lacey.
Với Westlife, Egan đã có 14 đĩa đơn và 7 album đứng đầu ở Anh, bán được 40 triệu bản trên toàn thế giới.
Egan là đồng sáng tác của một số bài hát cùng với những thành viên khác của nhóm, trong đó có:
- Nothing Is Impossible
- Don't Let Me Go
- When You Come Around
- Imaginary Diva
- Reason For Living
- Crying Girl
- You Don't Know
- Never Knew I Was Losing You
- Where We Belong
- Singing Forever
- I Won't Let You Down
- You See Friends (I See Lovers)
- I'm Missing Loving You